# Lasiopogon tuvinus
Lasiopogon tuvinus är en tvåvingeart som beskrevs av Richter 1977. Lasiopogon tuvinus ingår i släktet Lasiopogon och familjen rovflugor. Inga underarter finns listade i Catalogue of Life.